# Představitelé Chej-lung-ťiangu
Představitelé Chej-lung-ťiangu stojí v čele správy provincie. V čele správy Chej-lung-ťiangu stojí guvernér (šeng-čang, 省长) řídící lidovou vládu Chej-lung-ťiangu (Chej-lung-ťiang-šeng žen-min čeng-fu, 黑龙江省人民政府). Nejvyšší politické postavení v provincii má však tajemník chejlungťiangského provinčního výboru Komunistické strany Číny, vládnoucí politické strany provincie i celého státu. K dalším předním představitelům Chej-lung-ťiangu patří předseda provinčního lidového shromáždění (zastupitelského sboru) a předseda provinčního výboru Čínského lidového politického poradního shromáždění (ČLPPS).
V politickém systému Čínské lidové republiky, analogicky k centrální úrovni, má příslušný regionální výbor komunistické strany v čele s tajemníkem ve svých rukách celkové vedení, lidová vláda v čele guvernérem (u provincie) nebo starostou (u města) řídí administrativu regionu, lidové shromáždění plní funkce zastupitelského sboru a lidové politické poradní shromáždění má poradní a konzultativní funkci.

## Tajemníci chejlungťiangského provinčního výboru Komunistické strany Číny (od 1949)
Chejlungťiangské komunisty po roce 1949 vedl provinční výbor strany v čele s tajemníkem, resp. prvním tajemníkem. Od roku 1983 v čele provinčního výboru KS Číny stojí tajemník s několika zástupci tajemníka.
Ve sloupci „Další funkce“ jsou uvedeny nejvýznamnější úřady zastávané současně s výkonem funkce tajemníka chejlungťiangského výboru strany, případně pozdější působení v politbyru a stálém výboru politbyra.
| Jméno (životní data)                  | Od            | Do            | Další funkce a poznámky |
| ------------------------------------- | ------------- | ------------- | --- |
| Čang Čchi-lung (张启龙) (1900–1987)   | květen 1949   | březen 1950   | |
| Čao Te-cun (赵德尊) (1913–2012)       | březen 1950   | duben 1953    | předseda chejlungťiangské provinční lidové vlády (1952–1953), později předseda chejlungťiangského provinčního lidového shromáždění (1979–1985) |
| Feng Ťi-sin (冯纪新) (1915–2005)      | duben 1953    | červenec 1954 | později guvernér Kan-su (1979–1981), první tajemník kansuského provinčního výboru KS Číny (1981–1982) |
| Ou-jang Čchin (欧阳钦) (1900–1978)    | červenec 1954 | říjen 1965    | předseda chejlungťiangského provinčního výboru ČLPPS (1955–1977), guvernér Chej-lung-ťiangu (1956–1958) |
| Pchan Fu-šeng (潘复生) (1908–1980)    | říjen 1965    | červen 1971   | předtím tajemník pchingjüanského provinčního výboru KS Číny (1949–1950), tajemník chenanského provinčního výboru KS Číny (1952–1958), předseda chejlungťiangského revolučního výboru (1967–1971) |
| Wang Ťia-tao (汪家道) (1916–1992)     | srpen 1971    | prosinec 1974 | velitel chejlungťiangského provinčního vojenského obvodu (1962–1975), předseda chejlungťiangského revolučního výboru (1971–1974) |
| Liou Kuang-tchao (刘光涛) (1920–2011) | únor 1977     | prosinec 1977 | předseda chejlungťiangského revolučního výboru (1977) |
| Jang I-čchen (杨易辰) (1914–1997)     | prosinec 1977 | červenec 1983 | předseda chejlungťiangského revolučního výboru (1977–1979), předseda chejlungťiangského provinčního výboru ČLPPS (1977–1979), později generální prokurátor nejvyšší lidové prokuratury (1983–1988) |
| Li Li-an (李力安) (1920–2023)         | červenec 1983 | říjen 1985    | |
| Sun Wej-pen (孙维本) (1928–2020)      | říjen 1985    | duben 1994    | předtím první tajemník liaoningského provinčního výboru KS Číny (1982–1985), předseda chejlungťiangského provinčního lidového shromáždění (1988–1998) |
| Jüe Čchi-feng (岳岐峰) (1931–2008)    | duben 1994    | červenec 1997 | předtím guvernér Che-peje (1988–1990), guvernér Liao-ningu (1990–1994) |
| Sü Jou-fang (徐有芳) (* 1939)         | červenec 1997 | březen 2003   | předtím ministr lesního hospodářství (1993–1997), předseda chejlungťiangského provinčního lidového shromáždění (1999–2003) |
| Sung Fa-tchang (宋法棠) (* 1940)      | březen 2003   | prosinec 2005 | předtím guvernér Chej-lung-ťiangu (2000–2003), předseda chejlungťiangského provinčního lidového shromáždění (2003–2006) |
| Čchien Jün-lu (钱运录) (* 1944)       | prosinec 2005 | duben 2008    | předtím guvernér Kuej-čou (1998–2000), tajemník kuejčouského provinčního výboru KS Číny (2000–2005), předseda chejlungťiangského provinčního lidového shromáždění (2006–2008), později místopředseda celostátního výboru ČLPPS (2008–2013)                                                                           |
| Ťi Ping-süan (吉炳轩) (* 1951)        | duben 2008    | březen 2013   | předseda chejlungťiangského provinčního lidového shromáždění (2008–2013), později místopředseda stálého výboru VSLZ (2013–2023) |
| Wang Sien-kchuej (王宪魁) (* 1952)    | březen 2013   | duben 2017    | předtím guvernér Chej-lung-ťiangu (2010–2013), předseda chejlungťiangského provinčního lidového shromáždění (2013–2017) |
| Čang Čching-wej (张庆伟) (* 1961)     | duben 2017    | říjen 2021    | předtím ministr-předseda státního výboru pro obrannou vědu, techniku a průmysl (2007–2008), guvernér Che-peje (2012–2017), předseda chejlungťiangského provinčního lidového shromáždění (2017–2022), později tajemník chunanského provinčního výboru KS Číny (2021–2023), místopředseda stálého výboru VSLZ (2023– ) |
| Sü Čchin ( 许勤) (* 1961)             | říjen 2021    | v úřadu       | předtím guvernér Che-peje (2017–2021), předseda chejlungťiangského provinčního lidového shromáždění (2022– ) |

## Guvernéři Chej-lung-ťiangu (od 1949)
Od prosince 1979 v čele civilní administrativy provincie Chej-lung-ťiangu stojí guvernér řídící lidovou vládu provincie. Předtím od roku 1949 do listopadu 1955 provincii spravovala lidová vláda v čele s předsedou, poté lidový výbor v čele s guvernérem. Od března 1967 do prosince 1979 správu provincie vedl revoluční výbor Chej-lung-ťiangu v čele s předsedou.
| Jméno (životní data)                  | Od            | Do            | Další funkce a poznámky |
| ------------------------------------- | ------------- | ------------- | --- |
| Jü I-fu (于毅夫) (1903–1982)          | květen 1949   | listopad 1952 | |
| Čao Te-cun (赵德尊) (1913–2012)       | listopad 1952 | prosinec 1953 | tajemník chejlungťiangského provinčního výboru KS Číny (1949–1953), později předseda chejlungťiangského provinčního lidového shromáždění (1979–1985)                                                             |
| Čchen Lej (陈雷) (1917–2006)          | prosinec 1953 | srpen 1954    | poprvé |
| Chan Kuang (韩光) (1912–2008)         | srpen 1954    | červenec 1956 | |
| Ou-jang Čchin (欧阳钦) (1900–1978)    | červenec 1956 | srpen 1958    | první tajemník chejlungťiangského provinčního výboru KS Číny (1954–1965), předseda chejlungťiangského provinčního výboru ČLPPS (1955–1977)                                                                       |
| Li Fan-wu (李范五) (1912–1986)        | srpen 1958    | 1966          | |
| Pchan Fu-šeng (潘复生) (1908–1980)    | březen 1967   | srpen 1971    | předtím tajemník pchingjüanského provinčního výboru KS Číny (1949–1950), tajemník chenanského provinčního výboru KS Číny (1952–1958), první tajemník chejlungťiangského provinčního výboru KS Číny (1965–1971)   |
| Wang Ťia-tao (汪家道) (1916–1992)     | srpen 1971    | prosinec 1974 | velitel chejlungťiangského provinčního vojenského obvodu (1962–1975), první tajemník chejlungťiangského provinčního výboru KS Číny (1971–1974)                                                                   |
| Liou Kuang-tchao (刘光涛) (1920–2011) | únor 1977     | prosinec 1977 | první tajemník chejlungťiangského provinčního výboru KS Číny (1977) |
| Jang I-čchen (杨易辰) (1914–1997)     | prosinec 1977 | prosinec 1979 | první tajemník chejlungťiangského provinčního výboru KS Číny (1977–1979), předseda chejlungťiangského provinčního výboru ČLPPS (1977–1979), později generální prokurátor nejvyšší lidové prokuratury (1983–1988) |
| Čchen Lej (陈雷) (1917–2006)          | prosinec 1979 | květen 1985   | podruhé |
| Chou Ťie (侯捷) (1921–2000)           | květen 1985   | leden 1989    | |
| Šao Čchi-chuej (邵奇惠) (* 1934)      | leden 1989    | květen 1994   | |
| Tchien Feng-šan (田凤山) (* 1940)     | květen 1994   | leden 2000    | později ministr pozemkových a přírodních zdrojů (2000–2003) |
| Sung Fa-tchang (宋法棠) (* 1940)      | leden 2000    | duben 2003    | později tajemník chejlungťiangského provinčního výboru KS Číny (2003–2005), předseda chejlungťiangského provinčního lidového shromáždění (2003–2006)                                                             |
| Čang Cuo-ťi (张左己) (1945–2021)      | duben 2003    | prosinec 2007 | předtím ministr práce a sociálního zabezpečení (1998–2003) |
| Li Čan-šu (栗战书) (* 1950)           | prosinec 2007 | srpen 2010    | později tajemník kuejčouského provinčního výboru KS Číny (2010–2012), člen 18. a 19. politbyra ÚV KS Číny (2012–2022) a tajemník sekretariátu ÚV KS Číny (2012–2017)                                             |
| Wang Sien-kchuej (王宪魁) (* 1952)    | srpen 2010    | březen 2013   | později tajemník chejlungťiangského provinčního výboru KS Číny (2013–2017), předseda chejlungťiangského provinčního lidového shromáždění (2013–2017)                                                             |
| Lu Chao (陆昊) (* 1967)               | březen 2013   | březen 2018   | předtím první tajemník ÚV Komunistického svazu mládeže Číny (2008–2013), později ministr přírodních zdrojů (2018–2022)                                                                                           |
| Wang Wen-tchao (王文涛) (* 1964)      | březen 2018   | prosinec 2020 | později ministr obchodu (2020– ) |
| Chu Čchang-šeng (胡昌升) (* 1963)     | únor 2021     | prosinec 2022 | později tajemník kansuského provinčního výboru KS Číny (2022– ) |
| Liang Chuej-ling (梁惠玲) (* 1962)    | prosinec 2022 | v úřadu       | žena |

## Předsedové chejlungťiangského provinčního lidového shromáždění (od 1979)
Od roku 1999 je předsedou chejlungťiangského provinčního lidového shromáždění (to jest provinčního zastupitelského sboru) pravidelně volen tajemník chejlungťiangského provinčního výboru KS Číny.
| Jméno (životní data)                | Od            | Do            | Další funkce a poznámky |
| ----------------------------------- | ------------- | ------------- | --- |
| Čao Te-cun (赵德尊) (1913–2012)     | prosinec 1979 | květen 1985   | předtím tajemník chejlungťiangského provinčního výboru KS Číny (1949–1953), předseda chejlungťiangské provinční lidové vlády (1952–1953) |
| Li Ťien-paj (李剑白) (1918–2008)    | květen 1985   | leden 1988    | předtím předseda chejlungťiangského provinčního výboru ČLPPS (1983–1985) |
| Sun Wej-pen (孙维本) (1928–2020)    | leden 1988    | leden 1998    | předtím první tajemník liaoningského provinčního výboru KS Číny (1982–1985), tajemník chejlungťiangského provinčního výboru KS Číny (1985–1994) |
| Wang Ťien-kung (王建功) (1936–1998) | leden 1998    | listopad 1998 | |
| Sü Jou-fang (徐有芳) (* 1939)       | únor 1999     | duben 2003    | předtím ministr lesního hospodářství (1993–1997), tajemník chejlungťiangského provinčního výboru KS Číny (1997–2003) |
| Sung Fa-tchang (宋法棠) (* 1940)    | duben 2003    | leden 2006    | předtím guvernér Chej-lung-ťiangu (2000–2003), tajemník chejlungťiangského provinčního výboru KS Číny (2003–2005) |
| Čchien Jün-lu (钱运录) (* 1944)     | únor 2006     | duben 2008    | předtím guvernér Kuej-čou (1998–2000), tajemník kuejčouského provinčního výboru KS Číny (2000–2005), tajemník chejlungťiangského provinčního výboru KS Číny (2005–2008), později místopředseda celostátního výboru ČLPPS (2008–2013))                                                                          |
| Ťi Ping-süan (吉炳轩) (* 1951)      | květen 2008   | červen 2013   | tajemník chejlungťiangského provinčního výboru KS Číny (2008–2013), později místopředseda stálého výboru VSLZ (2013–2023) |
| Wang Sien-kchuej (王宪魁) (* 1952)  | červen 2013   | červen 2017   | předtím guvernér Chej-lung-ťiangu (2010–2013), tajemník chejlungťiangského provinčního výboru KS Číny (2013–2017) |
| Čang Čching-wej (张庆伟) (* 1961)   | červen 2017   | leden 2022    | předtím ministr-předseda státního výboru pro obrannou vědu, techniku a průmysl (2007–2008), guvernér Che-peje (2012–2017), tajemník chejlungťiangského provinčního výboru KS Číny (2017–2021), později tajemník chunanského provinčního výboru KS Číny (2021–2023), místopředseda stálého výboru VSLZ (2023– ) |
| Sü Čchin ( 许勤) (* 1961)           | leden 2022    | v úřadu       | předtím guvernér Che-peje (2017–2021), tajemník chejlungťiangského provinčního výboru KS Číny (2021– ) |

## Předsedové chejlungťiangského provinčního výboru Čínského lidového politického poradního shromáždění (ČLPPS, od 1955)
| Jméno (životní data)               | Od            | Do            | Další funkce a poznámky |
| ---------------------------------- | ------------- | ------------- | --- |
| Ou-jang Čchin (欧阳钦) (1900–1978) | únor 1955     | prosinec 1977 | první tajemník chejlungťiangského provinčního výboru KS Číny (1954–1965), guvernér Chej-lung-ťiangu (1956–1958)                                                                                            |
| Jang I-čchen (杨易辰) (1914–1997)  | prosinec 1977 | prosinec 1979 | první tajemník chejlungťiangského provinčního výboru KS Číny (1977–1979), předseda chejlungťiangského revolučního výboru (1977–1979), později generální prokurátor nejvyšší lidové prokuratury (1983–1988) |
| Wang I-lun (王一伦) (1912–1988)    | prosinec 1979 | duben 1983    | |
| Li Ťien-paj (李剑白) (1918–2008)   | duben 1983    | květen 1985   | později předseda chejlungťiangského provinčního lidového shromáždění (1985–1988) |
| Wang Čao (王钊) (* 1923)           | květen 1985   | leden 1993    | |
| Čou Wen-chua (周文华) (1930–2020)  | leden 1993    | únor 2000     | |
| Ma Kuo-liang (马国良) (1936–2022)  | únor 2000     | leden 2002    | |
| Chan Kuej-č’ (韩桂芝) (* 1943)     | leden 2002    | červen 2004   | |
| Wang Ťü-lu (王巨禄) (* 1945)       | červen 2004   | leden 2011    | |
| Tu Jü-sin (杜宇新) (* 1953)        | leden 2011    | leden 2018    | |
| Chuang Ťien-šeng (黄建盛) (* 1957) | leden 2018    | leden 2023    | |
| Lan Šao-min (蓝绍敏) (* 1964)      | leden 2023    | v úřadu       | |